# Milenio Novedades
Milenio Novedades es un diario matutino editado por Novedades de Mérida, cuya sede se localiza en la ciudad de Mérida, Yucatán, México y que circula desde el 2006 en los estados de Yucatán, Campeche y Quintana Roo. Este periódico forma parte de la empresa yucateca SIPSE.

## Historia
La Historia de este periódico se remonta al 5 de abril de 1965, cuando Rómulo O'Farrill y Andrés García Lavín fundaron el periódico Novedades de Yucatán que circuló en Yucatán durante varias décadas, hasta que el 1 de abril de 2000 finalizó sus operaciones. Al día siguiente dicho periódico fue sustituido por El mundo al día, el cual no logró las expectativas deseadas, e incluso sufrió una terrible caída en el número de ejemplares vendidos. Debido a esto en 2006 los directores decidieron ponerle fin a su publicación, e iniciar otra publicación, ahora en asociación con empresarios del periódico Milenio. Finalmente el 4 de marzo del 2006 entra en circulación un nuevo periódico con el nombre de Milenio Novedades.

## Secciones regulares
Es un tabloide matutino que se imprime en color en la mayoría de sus páginas y está dividido en 4 secciones.
- Internacional
  - Negocios
  - Editorial
  - Nacional

- Local
  - Ciudad
  - Política
  - Policía
  - Península
  - Salud

- Hey!
  - Espectáculos
  - Vida y Familia

- La Afición (sección deportiva)

- Avisos Clasificados

## Periódicos Hermanos
- De Peso